# The Romance of Transportation in Canada
The Romance of Transportation in Canada ist ein kanadischer Zeichentrick-Kurzfilm von Colin Low aus dem Jahr 1952.

## Handlung
Ein waghalsiger Kleinflugzeugflieger stürzt ab und landet mit seinem Fallschirm direkt auf einem Verkehrspolizisten. Der Verkehr der Straße kommt zum Stocken, neben Autos wird auch der Schiffs- und Zugverkehr unterbrochen. Ein Rückblick auf die Entwicklung des Verkehrswesens in Kanada beginnt.
Schon die ersten Siedler erkannten, dass Kanada vor allem ein wasserreiches Land ist. Frühestes Fortbewegungsmittel wurde daher das Kanu, das bald von größeren Kanus und schließlich von kleinen Segelschiffen abgelöst wurde. Im 18. Jahrhundert vereinfachten Kanäle und Schleusen den Transport auf dem Wasserweg. Erste Landwege wurden per Ochsenkarren erschlossen, wenn denn der Ochse gewillt war, sich zu bewegen. Im Winter konnten Reisen bequem per Ski oder Schlitten angetreten werden.
Ende des 18. Jahrhunderts wurde die Reisekutsche ein, wenn auch durch die unebenen Wege nur bedingt geliebtes, Fortbewegungsmittel. Die Industrielle Revolution brachte den Schaufelraddampfer und die Eisenbahn, die mit ihrem Rauch nicht nur das Gesicht der Fortbewegung in Kanada, sondern auch die Gesichtsfarbe der Reisenden nachhaltig veränderte. Im 20. Jahrhundert wiederum bestimmten Auto und (Wasser-)Flugzeug das Bild der Fortbewegung in Kanada, die jedoch schon durch einen zeitweisen Ausfall des Verkehrspolizisten aufgehalten wird.
Der Polizist kann sich aus dem Rettungsfallschirm befreien und lässt den Flieger festnehmen. Der Verkehr rollt wieder und auch zukünftig wird man in Kanada offen für alles sein, was die Zukunft bringt, auch wenn der Polizist durch den Anblick eines Ufos über ihm aus der Fassung gebracht wird.

## Produktion
The Romance of Transportation in Canada entstand 1952. Es war der erste Animationsfilm des NFC, der für einen Oscar nominiert wurde. Der Erzähler der Originalversion ist Guy Glover.

## Auszeichnungen
The Romance of Transportation in Canada wurde 1953 für einen Oscar in der Kategorie „Bester animierter Kurzfilm“ nominiert, konnte sich jedoch nicht gegen Katz und Maus im Walzertakt durchsetzen.
Bei den British Film Academy Awards erhielt der Film 1954 einen Spezialpreis („Special Award“).